# Saint-Rémy-sur-Creuse
Saint-Rémy-sur-Creuse är en kommun i departementet Vienne i regionen Nouvelle-Aquitaine i västra Frankrike. Kommunen ligger i kantonen Dangé-Saint-Romain som tillhör arrondissementet Châtellerault. År 2022 hade Saint-Rémy-sur-Creuse 453 invånare.

## Befolkningsutveckling
Antalet invånare i kommunen Saint-Rémy-sur-Creuse
| Referens: INSEE |